# Игнатовка (Калужская область)
Игнатовка — деревня в Людиновском районе Калужской области. Входит в состав Сельского поселения «Деревня Игнатовка».

## Географическое положение
Расположено примерно в 10 км к северо-востоку от города Людиново.

## Население
На 2010 год население составляло 305 человек.